# Werderscher Markt
Der Werdersche Markt ist ein rechteckiger Platz im Berliner Ortsteil Mitte. Er wurde im Jahr 1658 von Johann Gregor Memhardt angelegt und 1835 nach dem historischen Stadtteil Friedrichswerder benannt. Zu den wichtigsten Sehenswürdigkeiten des Werderschen Markts gehören die Friedrichswerdersche Kirche, die ehemalige Bauakademie, das Auswärtige Amt und der Bärenbrunnen.

## Geschichte

### Im 17. Jahrhundert entsteht eine neue Residenzstadt mit eigenem Zentrum

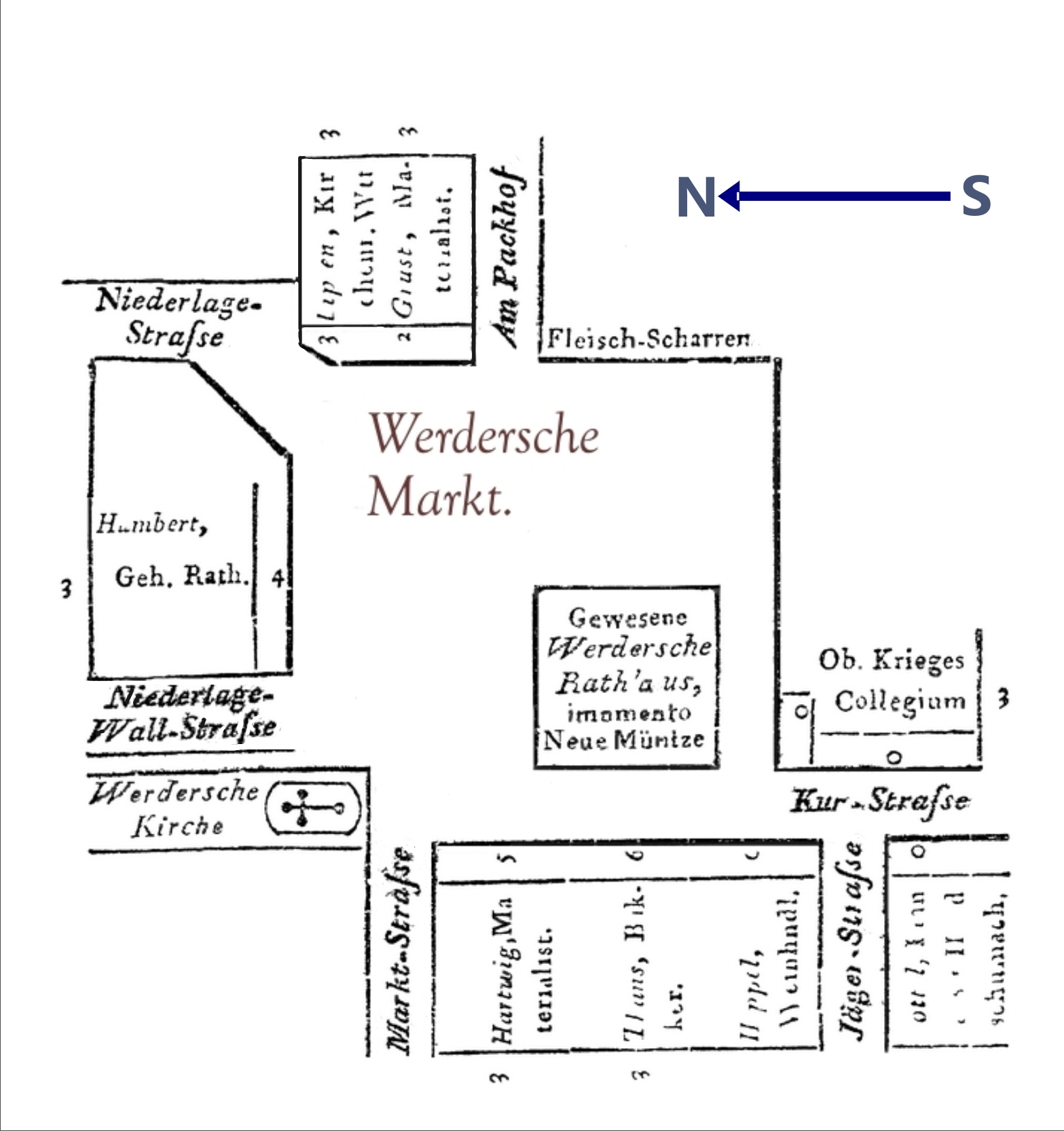
Werderscher Markt nach einer Lageskizze im Berliner Adressbuch von 1799

Zur Erschließung der auf Veranlassung von Kurfürst Friedrich Wilhelm angelegten Residenzstadt Friedrichswerder wurden im Jahr 1635 nach Entwürfen von Johann Gregor Memhardt Straßen und Plätze angelegt. Unter seiner Leitung errichteten die Neubürger von 1672 in ihrem Zentrum ein Rathaus und eine Simultankirche für die deutsche und die französische Gemeinde. Der angrenzende Marktplatz wurde teilweise mit Linden bepflanzt.

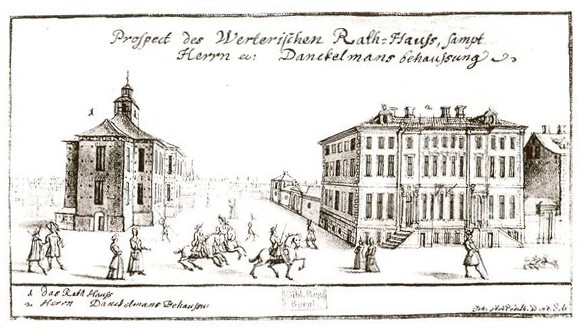
Werderscher Markt mit umgebenden Gebäuden im Jahr 1690, Ansicht von Nordosten

Westlich und nördlich des Marktes ließen sich Mitglieder des preußischen Königshauses und des Hofstaates Wohn- und Nutzgebäude bauen. Auf der Zeichnung von Johann Stridbeck aus dem Jahr 1690 sind der „Prospect des Werterischen Rath-Hauses (links) sampt Herrn v. Danckelmans Behausung (rechtes Gebäude)“ zu sehen. Das Rathaus diente auch als Namensgeber für den Marktplatz, der auf Beschluss der Ratsherren Werderscher Markt hieß. Der Name Werder geht auf die Spreeinsel zurück, auf der das neue Viertel entstand.
Über einen Spreearm und eine Schleuse brachten ab dem 17. Jahrhundert Lastensegler ihre Waren in die wachsende Stadt, womit der Packhof ein wichtiger Umschlagplatz nahe dem Werderschen Markt war. Er war über die Straße Am Packhof mit der Schleusenbrücke verbunden.

### Umgestaltungen des Werderschen Zentrums zwischen dem 18.Jahrhundert und dem Jahr 1945
Nachdem in diesem Bereich um 1740 die Memhardtschen Festungsanlagen endgültig niedergelegt worden waren, erfolgten mehrfach Verlegungen der umgebenden Straßen, und Neubauten veränderten die gesamte Situation des Marktes. Im Jahr 1798 erfolgte die Grundsteinlegung für einen Neubau am Standort des Rathauses, dessen Gebäude 1794 abgebrannt und danach verlegt worden war. Friedrich Wilhelm III. ordnete an, dass hier „ein neues Gebäude zum Nutzen des Staates und zur Zierde der Stadt errichtet werde. Der König bestimmte dasselbe zu Werkstätten der Münze und zur Aufbewahrung der Mineralien, Modelle, Bücher, Karten und Risse, welche das Bergwerks- und Hütten-Departement sammelt.“ Es entstand die Königliche Münze.

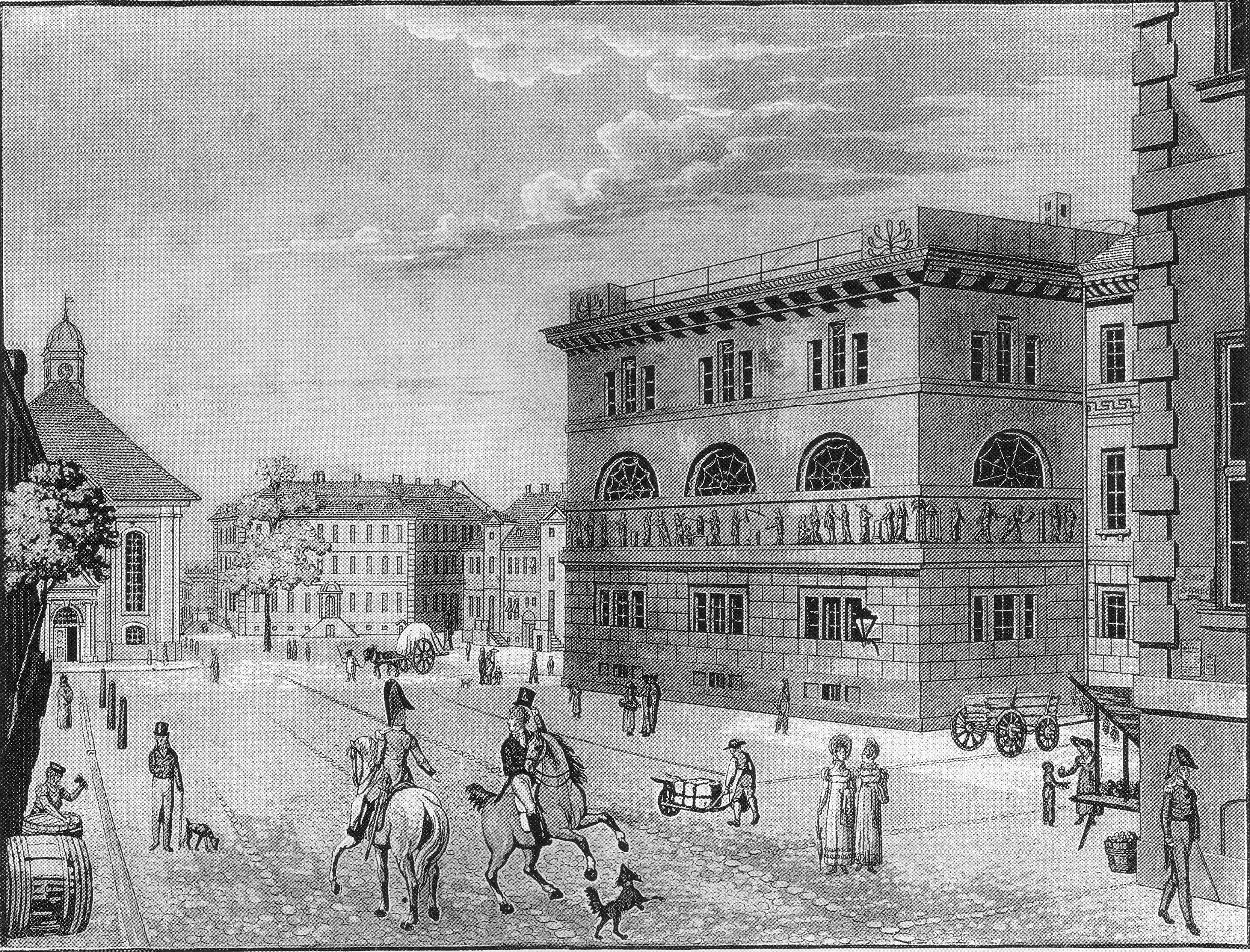
Von der Kurstraße auf den Werderschen Markt gesehen mit der Alten Münze und der ersten Friedrichswerderschen Kirche (hinten links), 1798, Aquatinta von Friedrich August Calau

Im Jahr 1822 beschreibt das Berliner Adressbuch den Markt wie folgt: „Liegt im Friedrichswerder, zwischen dem alten Packhof und der Jägerstraße, hat 9 Häuser, ist 110 Schritte lang, und gehört zum 5ten Polizeirevier“. Ausgewiesen werden in diesem Jahr folgende Eigentümer und Gebäude des Werderschen Marktes: Nummern 1, 2, 3, 4 und 6 – Wohnhäuser für ein bis vier Familien, Nummer 5 ist eine vom Bankier C. W. J. Schulze eingerichtete „Spahrkasse“ für Kaufleute und Fabrikanten, Nummer 7 ist der Eingang zum Kriegs-Collegium und Nummer 9 ist der Haupteingang zum neuen Münzgebäude mit dem Hintereingang Nummer 8. Die Straßen Am Packhof und die westwärts verlaufende Marktstraße erhielten vor 1830 den Namen Werderstraße nach ihrer Lage im damaligen Stadtteil Werder.
Im Lauf der Jahrhunderte wurde die anfänglich klare städtebauliche Struktur rund um den Markt immer stärker zerstört, neue größere Häuser wurden errichtet wie das Modewaaren-Magazin von Herrmann Gerson 1847/1848 (Parzelle 5/6), das als erstes Bekleidungskaufhaus in Alt-Berlin gilt. Damit gliederte sich die ursprünglich eigenständige Stadt Friedrichswerder in die wachsende Stadt Berlin ein. Die erste Kirche wurde 1824 durch einen Neubau ersetzt und steht als Friedrichswerdersche Kirche noch immer an ihrem ursprünglichen Platz.
Die Adresse Werderscher Markt Nummer 1 ging im Jahr 1837 an den neu angelegten Schinkelplatz über, an dem das Wohnhaus von Karl Friedrich Schinkel stand, neben der Bauschule, der späteren Bauakademie. Das um 1800 am Markt Nummer 7 eingetragene Gebäude des „Ober-Kriegs-Collegiums“ wurde in den 1840er Jahren zum Werder- oder Friedrichswerderschen Gymnasium.
Werderscher Markt 1–9 war um 1850 die postalische Adresse für folgende Einrichtungen: Nummer 1 beherbergte eine Gastwirtschaft, Nummer 3 und 4 waren Wohnhäuser, in denen eine Buchhandlung und eine Druckerei untergebracht waren, Nummer 6 war im Eigentum des Kaufmanns Gerson, Nummer 7 war die Adresse des Werder-Gymnasiums (in diesem Haus wohnten der Direktor, ein Lehrer und zwei Schuldiener) und Nummern 9/10 gehörten zur Königlichen (Alten) Münze. Im Jahr 1886 wurde die Alte Münze abgetragen und an ihrer Stelle ein Gebäude für die Deutsche Industriebank errichtet.

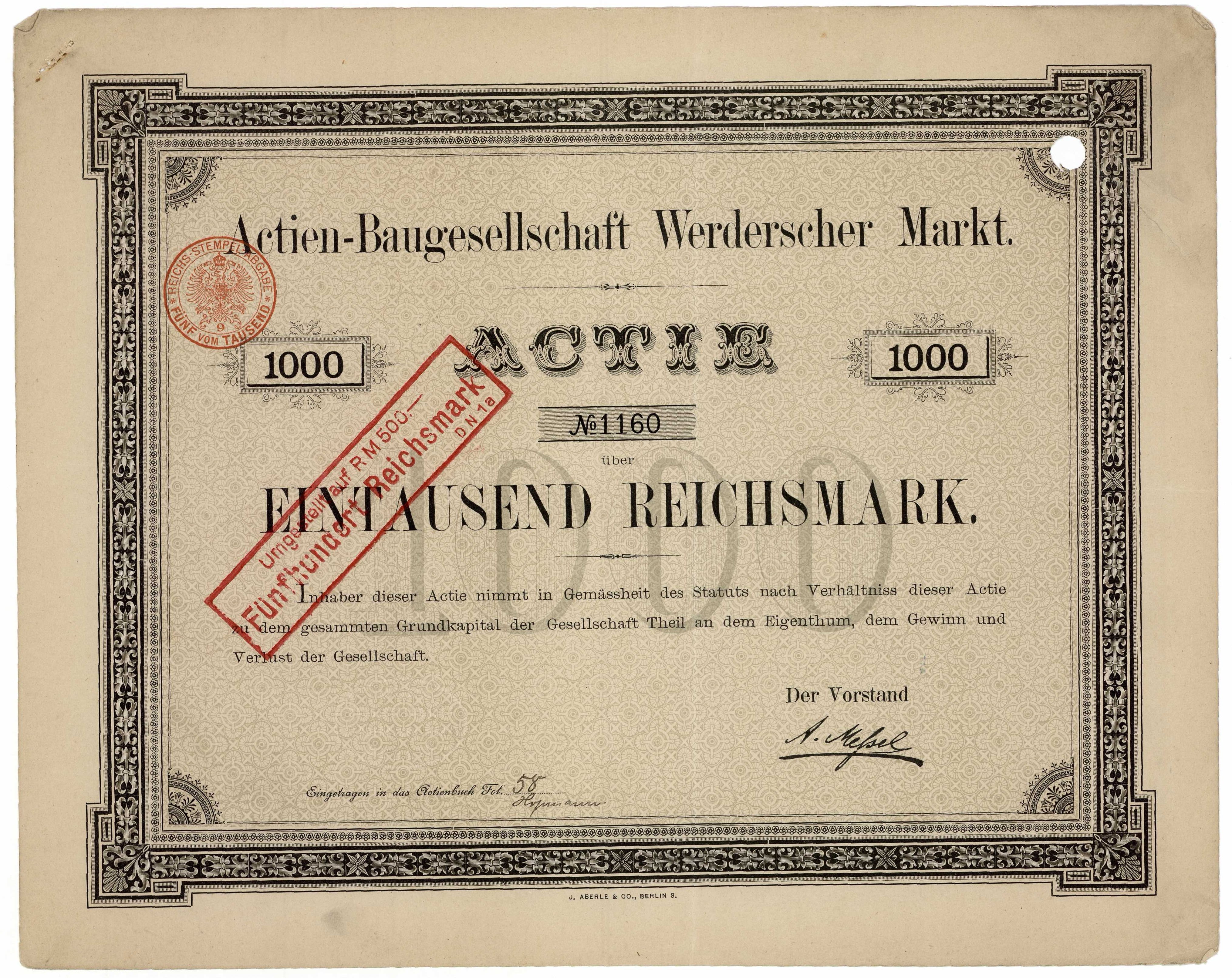
Aktie über 1000 RM der Actien-Baugesellschaft Werderscher Markt von 1886, mit Unterschrift vom Vorstand Alfred Messel

Die Häuser Werderscher Markt 2, 3 und 4 wurden um 1880 auch noch abgerissen und nach Plänen von Alfred Messel entstanden unter den Baumeistern Friedrich & Sonnenthal Wohn- und Geschäftshäuser (Werderhäuser), die auch die Werderstraße und die Kurstraße mit einbezogen. Zur Finanzierung der Bauarbeiten und der anschließenden Vermarktung hatte sich der Actien-Baugesellschaft Werderscher Markt gegründet, der sein Büro am Markt 9 hatte. In diesem Haus befand sich ab 1870 auch ein Polizeirevier. Das Adressbuch weist anschließend eine Fülle von Unternehmen in diesen Häusern auf, darunter Weinhändler und den Pelzhändler Abraham B. Citroen, Inhaber der Pelzfabrikation und Fellhandlung „A. B. Citroen“ am Werderscher Markt 7. Sein Nachfolger war Hendrik Citroen (1865–1932), Vater des Malers, Zeichners und Fotografen Paul Citroen. Außerdem gab es eine Fabrik für Nickel- und Alfenidewaren und einen Hersteller von Federpelz und Federpelzwaren, um nur einige ausgefallenere Angebote zu nennen. Aber auch drei Bankgesellschaften, ein Postamt und viele Rechtsanwälte nahmen hier Quartier.

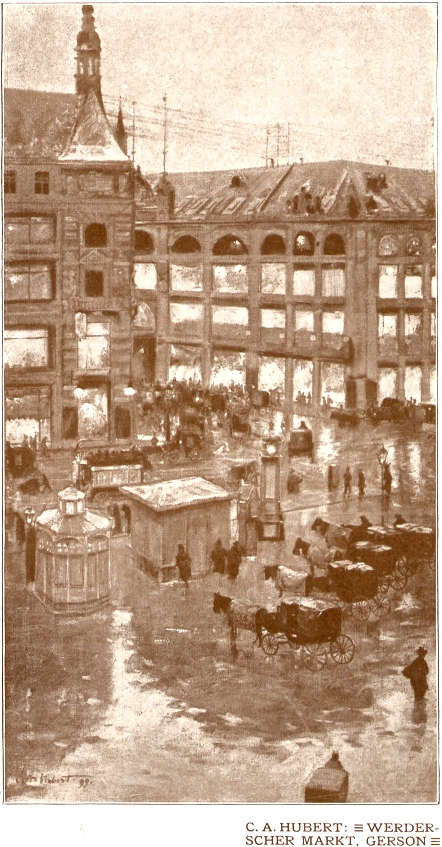
Ansicht eines Teils des Werderschen Marktes mit dem Kaufhaus von Gerson, 1902

Auf der Freifläche vor dem Kirchenhauptportal fanden in der Folge ein Kiosk, eine Litfaßsäule und ein achteckiges Pissoir ihre Plätze, zerstörten jedoch mit ihrer Kleinarchitektur den Gesamteindruck eines städtischen Platzes.

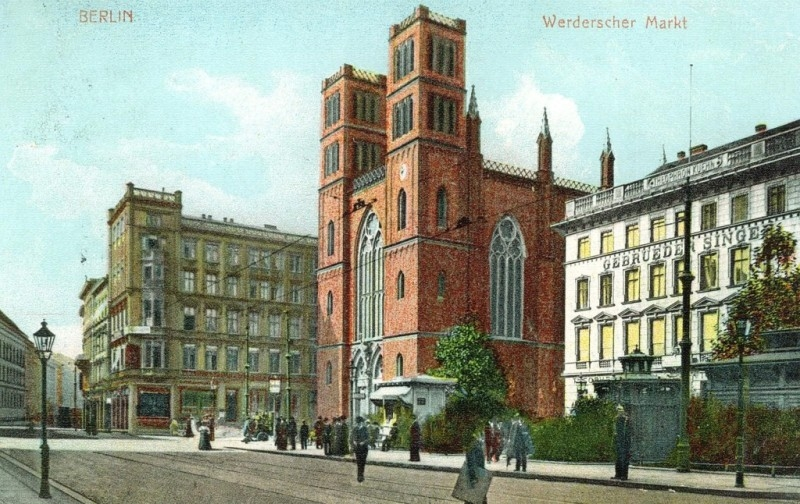
Kolorierte Ansichtskarte des Werderschen Marktes, etwa um 1910

Das Kaufhaus Gerson (um 1900 umbenannt in Modebasar Gerson & Co) war bis 1933 ein florierendes Modehaus im Besitz der jüdischen Unternehmerfamilie Freudenberg, danach emigrierte die Familie. Deshalb wurden das Gebäude und der zugehörige Grund und Boden im Jahr 1937 zwangsversteigert, 1939 zog das Reichskriminalpolizeiamt in das ehemalige Kaufhaus ein. Einer Veröffentlichung in der Jüdischen Allgemeine aus dem Jahr 2013 ist zu entnehmen, dass im Hof dieses Hauses die Technik zur Massenvernichtung von Menschen mit Zyklon B entwickelt worden ist. Durch die in den 2010er Jahren begonnene Neubebauung des Grundstücks mit Townhouses verschwinden nach Meinung der Kritiker alle Hinweise auf die unheilvolle Geschichte dieses Platzes.

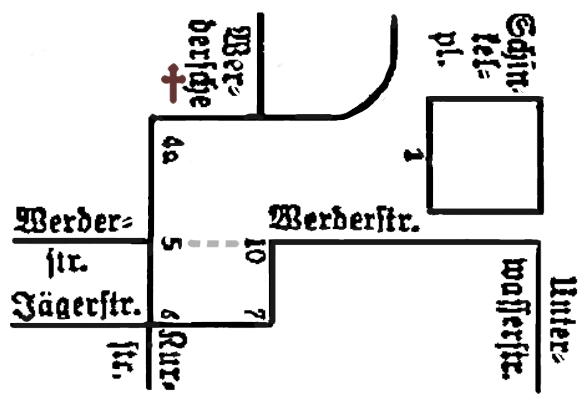
Skizze des Werderschen Markts, 1933

Zur Vorbereitung der Olympischen Sommerspiele 1936, die in Berlin stattfanden, erfolgten Umbau- und Säuberungsarbeiten im gesamten Stadtzentrum. Ein involvierter Architekt (Gerhard Dörge) schaute sich die Situation am Werderschen Markt genauer an, den er als einen der „anziehendsten Plätze Berlins“ bezeichnete, „der sich […] abgesehen von seinem städtebaulichen Reiz, durch zwei hervorragende Bauten Schinkels auszeichnet, den Weihebau der Werderschen Kirche und den Zweckbau der Bauakademie. […] Die Bauakademie […] bildet mit der Werderschen Kirche zusammen ein hervorragendes Städtebild, das leider infolge einiger Vernachlässigungen und Zutaten nicht mehr so zur Geltung kommt, wie es seinem inneren Wert entspräche.“ Er bemängelte die Art der Straßenführung, die Lage der Verkehrsinseln, die aufgestellten Masten und die „übermäßig vielen häßlichen Laternen“. Schließlich führte er einige Vorschläge aus, wie die Situation verbessert werden könne: von einer einheitlicheren Gesimshöhe, einem „gründlichen Aufräumen“ mit Beseitigung der gerade angepflanzten kleinen Bäume neben dem seit 1928 hier vorhandenen Bärenbrunnen, der Entfernung von Masten, der Litfaßsäule, der Straßenbahnsäule, dem Fernsprechhäuschen, einem Sandkasten und dem Feuermelder war die Rede. Dörge fand auch, dass der nur zwei Meter breite Fußweg vor dem Kirchenportal viel zu gering ist. Die radikalste Lösung für den Werderschen Markt sei aus „baukünstlerischer Sicht“ die Beseitigung des durchgehenden überbreiten Verkehrswegs, weil der Verkehrsfluss hier gar nicht so stark sei. Dabei entstünde „ein großer Pflasterplatz, als einziger Schmuck der bei der Schuljugend besonders beliebte und deshalb so lebendige Bärenbrunnen; die Leuchten im Rahmen des Ganzen geordnet und dadurch ein weiteres Gestaltungsmittel des Platzes werdend.“ Nach vielen Detailhinweisen zur Veränderung von Fenstern, Farben und Baukörperschmuck wandte sich Dörge der Südseite zu und kam zu der Schlussfolgerung „Die jetzt geradezu verheerend aussehende Südseite des Werderschen Marktes soll in einiger Zeit, wie es augenblicklich geplant ist, durch einen vom Hauptneubau gelösten Nordblock der Reichsbank ersetzt werden, wodurch für den Werderschen Markt der Vorteil einer ruhigen Gestaltung seiner Südseite gegeben wäre.“ Seine Ideen wurden jedoch nicht umgesetzt.

### Kriegsfolgen führen zur totalen Umgestaltung des Platzes

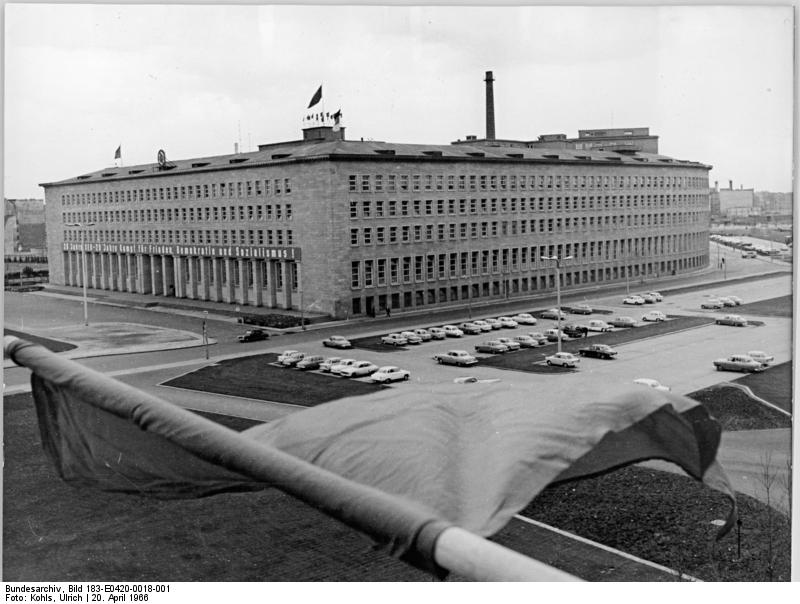
Gebäude des ZK der SED im Jahr 1966 am Werderschen Markt, fast freistehend

Nach dem Ende des Zweiten Weltkriegs sind alle früheren Gebäude bis auf die Ruinen der Kirche und des Bankgebäudes rund um den Werderschen Markt aufgrund ihrer starken Zerstörungen abgetragen worden. Das stark beschädigte Reichsbankgebäude (anstelle des Werderhauses) am Südrand des Marktes wurde wieder aufgebaut und diente als Sitz verschiedener staatlicher Stellen der DDR, bevor 1959 das ZK der SED bis zur politischen Wende hier einzog. Zwischen dem Marktplatz und dem ehemaligen ZK-Gebäude befindet sich heute das Auswärtige Amt (Haus am Werderschen Markt).
Die Kirchenruine blieb als „baulich gesichertes Bauwerk“ bis in die 1980er Jahre erhalten, erst im Zusammenhang mit der 750-Jahr-Feier der Stadt Berlin im Jahr 1987 begann eine schrittweise denkmalgerechte Wiederherstellung. Das Kirchengebäude ist die letzte Dominante des einstigen Marktplatzes.
Mit dem Wiederaufbau des Berliner Stadtzentrums wurde auch die Werderstraße als durchgängiger breiter Fahrweg über den einstigen Marktplatz wieder hergestellt, womit die südliche Hälfte der Marktfläche endgültig wegfiel. Vom ursprünglichen Werderschen Markt blieben der kleine Kirchenvorplatz und die Fläche mit den Platanen rund um den Bärenbrunnen übrig. Der Standort dieses Springbrunnens markiert das historische Marktkreuz, auf dem bei deutschen Stadtgründungen häufig ein Marktbrunnen seinen Platz hatte.

## Lage und Platzfläche im Lauf der Jahrhunderte
Der fast quadratische Marktplatz wurde anfangs auf drei Seiten von Wohngebäuden umgeben; auf ihn zu liefen die Niederlage-Wall-Straße, Niederlagstraße, Am Packhof, Kurstraße und Marktstraße (um 1799). Die nordöstliche Begrenzung bildete das Spreeufer, an dem die Schleusenbrücke die Verbindung zum Alt-Berliner Zentrum, dem späteren Nikolaiviertel, herstellte. Eine Ecke war der eigentliche Marktplatz vor allem für die Knochenhauer mit ihren Scharren.
Im 21. Jahrhundert setzt sich der Werdersche Markt westlich als Französische Straße fort. Hier stößt die wieder angelegte Falkoniergasse entlang der Westseite der Friedrichswerderschen Kirche auf den ehemaligen Marktplatz, nördlich geht von ihm die Niederlagstraße ab und südlich bildete die Werderstraße die Grenze. Diese Straße wurde am 1. Februar 1999 jedoch in den Werderschen Markt einbezogen. In diesem Zusammenhang erfolgte eine Änderung der Hausnummern, die seitdem südöstlich mit dem Auswärtigen Amt beginnen und in Orientierungsnummerierung bis Nummer 15 reichen.
Der im Jahr 1999 ausgeführte Ergänzungsbau des Auswärtigen Amtes mit seiner großflächigen Spiegelfassade (siehe Bild in der Infobox) und seinen Innenhöfen steht vollständig auf der Südfläche des historischen Marktes, der zum Werderschen Markt hin liegende Lichthof ist aber öffentlich zugängig.
Der „Neue“ Werdersche Markt ist also eher eine Straße, deren westliche Grenzen die Ecken Kurstraße (mit einem Hotelneubau und dem Konferenzzentrum Quadriga) und Oberwallstraße/Werderscher Markt (mit einem neuen Bürogebäude) bilden. Die östliche Grenze liegt an der Schleusenbrücke und der Unterwasserstraße.

## Umgestaltungsplanung
Im Rahmen eines Einladungswettbewerbs des Berliner Senats wurde der Frage nachgegangen, inwieweit die verbliebene Freifläche in der Größe von 1300 m² des historischen Werderschen Marktes wieder besser wahrnehmbar gemacht werden könne. Die Bauaktivitäten zur Errichtung der neuen Wohnhäuser westlich und östlich entlang des Kirchenschiffes sind seit 2011 in vollem Gange, der Schinkelplatz ist seit 2008 auch wieder hergestellt worden. So war ein Platzkonzept gewünscht, das die Grünfläche um den Bärenbrunnen mit den beiden gut gewachsenen Platanen und dem kleinen Kirchenvorplatz attraktiver macht. Konkret hieß es in der Ausschreibung dazu: „Die Entwicklung des Werderschen Marktes durch die bereits erfolgten und noch anstehenden städtebaulichen und freiraumplanerischen Maßnahmen bildet einen wesentlichen Baustein zur Wiedergewinnung der historischen Mitte Berlins. Hier kann wieder die ehemalige Rolle des Werderschen Marktes als Zentrum des Friedrichswerders, der ersten Stadterweiterung von Berlin-Cölln sichtbar gemacht werden.“ Die vorgegebene Zeitplanung, dass der Siegerentwurf noch 2010 realisiert werden sollte, ist wegen der länger andauernden sonstigen Baumaßnahmen der Umgebung nicht erreicht worden. Für den Umbau stellt der Senat eine Summe von 140.000 Euro bereit.
Der Siegerentwurf der Landschaftsarchitekten TH Treibhaus Landschaftsarchitektur aus Berlin und Hamburg sieht eine optische Erhöhung des Kirchenstandortes ebenso vor wie eine Betonung des Brunnens und der umgebenden Fläche. Die Platzoberfläche soll zusammenhängend mit Kleinpflaster (Granit, Muschelkalk, Marmorimitate) mit einem „deutlich diagonal zum Platzrahmen verlegten Fugen-Bild“ gestaltet werden. Die Materialfarben reichen von einfarbig über hellgrau bis mehrfarbig und weiß. Es entsteht ein bunter Steinteppich, der mit dunklen Pflasterbändern eingefasst ist. Einzelne zurückhaltende Sitzmöbel und eine im Boden eingelassene Beleuchtung sollen Spaziergänger und zukünftige Anwohner zum Verweilen einladen. Einen weiteren Plan zur Umgestaltung des Rest-Werderschen Marktes zeigt der Entwurf der Firma Guba & Sgard, den die Jury nicht in die engere Wahl zog.
Im Frühjahr 2015 standen auf den Flächen vor der Kirche noch Baustellencontainer, weshalb eine Realisierung der Gestaltung vorerst nicht zu erwarten war. Der als Sieger ausgezeichnete Umbauplan wurde bis heute (Stand: Anfang 2020) nicht realisiert.

## Verkehr
Bereits zu Beginn des 20. Jahrhunderts erschloss eine Straßenbahnlinie den Werderschen Markt. Seit 1991 führt durch den Straßenzug Werderscher Markt – Französische Straße die Omnibuslinie 147 der Berliner Verkehrsbetriebe.